# Tong sui de huevo
El tong sui de huevo es un tong sui (sopa dulce) clásico de la gastronomía cantonesa, esencialmente una versión dulce de la sopa de huevo china. Se considera un plato más tradicional y casero en Hong Kong y China, dado que rara vez se sirve en restaurantes.
Su receta es simple, ya que solo exige llevar a ebullición agua, huevo de pollo y azúcar. Los huevos suelen romperse, vertiendo la yema y la clara directamente, sin mezclarlas previamente. Se sirve siempre caliente.